# Пентанитрид трифосфора
Пентанитрид трифосфора — бинарное неорганическое соединение фосфора и азота с формулой P3N5, белые кристаллы, нерастворимые в воде.

## Получение
- Тетрафосфора декасульфид медленно реагирует с аммиаком:

{\displaystyle {\mathsf {P_{4}S_{10}+NH_{3}\ {\xrightarrow[{-H_{2}S,-S,-H_{2}}]{NH_{3},230-600^{o}C}}\ P_{3}N_{5}}}}
- Пары́ фосфора реагируют с азотом в электрическом разряде:

{\displaystyle {\mathsf {6P+5N_{2}\ {\xrightarrow {}}\ 2P_{3}N_{5}}}}

## Физические свойства
Пентанитрид трифосфора образует белые кристаллы, нерастворимые в воде. Из-за примесей продукт может быть окрашен в оранжево-коричневые тона.

## Химические свойства
- При нагревании образуется полимерный нитрид переменного состава:

{\displaystyle {\mathsf {P_{3}N_{5}\ {\xrightarrow {700-800^{o}C}}\ 3PN_{x}+N_{2}}}}
где x = 0,7÷1,19.
- Реагирует с водой или перегретым паром:

{\displaystyle {\mathsf {P_{3}N_{5}+12H_{2}O\ {\xrightarrow {100-180^{o}C}}\ 3H_{3}PO_{4}+5NH_{3}}}}
- Гидролизуется горячей концентрированной азотной кислотой:

{\displaystyle {\mathsf {P_{3}N_{5}+5HNO_{3}+12H_{2}O\ {\xrightarrow {100^{o}C}}\ 3H_{3}PO_{4}+5NH_{4}NO_{3}}}}
- Окисляется кислородом:

{\displaystyle {\mathsf {4P_{3}N_{5}+15O_{2}\ {\xrightarrow {600^{o}C}}\ 3P_{4}O_{10}+10N_{2}}}}
- При нагревании реагирует с хлором:

{\displaystyle {\mathsf {2P_{3}N_{5}+15Cl_{2}\ {\xrightarrow {100^{o}C}}\ 6PCl_{5}+5N_{2}}}}
- Восстанавливается водородом:

{\displaystyle {\mathsf {4P_{3}N_{5}+30H_{2}\ {\xrightarrow {300^{o}C}}\ 3P_{4}+20NH_{3}}}}

## Применение
- Как газопоглотитель в лампах накаливания и в галогенных лампах.
- Для легирования кремния в производстве полупроводников.